# Barb (U-Boot, 1963)
Die Barb, auch USS Barb (Kennung: SSN-596), war ein atomgetriebenes Jagd-U-Boot der Thresher-Klasse der United States Navy, das zwischen 1963 und 1989 in Dienst stand.

## Geschichte
Die Barb wurde 1959 bei Ingalls Shipbuilding auf Kiel gelegt und lief 1962 vom Stapel. Getauft wurde das Boot von der Ehefrau von Konteradmiral Eugene Bennett Fluckey, der das  Vorgängerboot USS Barb im Zweiten Weltkrieg kommandiert hatte. Benannt ist das Schiff nach der Barbe. Die Indienststellung fand im August 1963 statt.
Die ersten Jahre verbrachte die Barb größtenteils mit dem Testen von Waffen und der Entwicklung neuer Taktiken für Atom-U-Boote. 1968 befand sich die Barb auf Posten vor Wladiwostok, als sie am 11. April Dutzende Kriegsschiffe der sowjetischen Marine hörte, die alle mit aktivem Sonar pingten. Die Schiffe suchten nach dem gesunkenen U-Boot der Golf-Klasse K-129.
Am 8. Juli 1972 lag die Barb in Apra Harbor auf Guam, wo kleinere Reparaturen im Vorfeld einer Patrouille um die Marianen durchgeführt wurden. Da ein Taifun auf Guam zukam, sollte das Boot schnell fertiggestellt werden, den Hafen noch vor Eintreffen des Sturms verlassen haben. Um 4 Uhr hob von der Andersen Air Force Base eine Boeing B-52 Stratofortress ab, die den Sturm überfliegen sollte. Um 5:25 Uhr stürzte das Flugzeug jedoch über dem Ozean ab, die sechs Mann starke Besatzung überlebte den Absturz, befand sich jedoch im Wasser. Eine Boeing C-97 Stratofreighter entdeckte die Überlebenden und benachrichtigte Guam, wo die Barb und die Gurnard ablegten.
Um 1:15 am nächsten Morgen sah die Barb die Lichter der Besatzung, konnte aber aufgrund der Wetterbedingungen keine Rettung durchführen. Um 7:40 Uhr gelang schließlich die Rettung der ersten drei Überlebenden, dazu musste ein Besatzungsmitglied mit einer Leine zu dem Rettungsfloß schwimmen. Um 10 Uhr fand die Barb den vierten Überlebenden und nahm ihn auf. Ein fünfter Mann wurden von der Gurnard gerettet, das letzte Crewmitglied starb in der Nacht.
Nach der Rückkehr erhielten beide Boot die Meritorious Unit Commendation und zehn Besatzungsmitglieder die Navy and Marine Corps Medal for Heroism.
Von Mitte 1980 bis Ende 1982 wurde das Boot in der Mare Island Naval Shipyard überholt. Dort wurden Verbesserungen aus dem SUBSAFE-Programm durchgeführt. In insgesamt vier Testfahrten wurden Fehler gefunden, die jeweils nachgebessert werden mussten. 1989 wurde das Boot außer Dienst gestellt und im Ship-Submarine Recycling Program in der Puget Sound Navy Yard abgebrochen. Der Abbruch wurde 1996 vollendet.